# Liste der Bodendenkmale in Staffhorst
In der Liste der Bodendenkmale in Staffhorst  sind die Bodendenkmale der niedersächsischen Gemeinde Staffhorst aufgeführt. Die Quelle ist der Denkmalatlas Niedersachsen.
- Bitte beachten Sie, dass diese Liste keinen Anspruch auf Vollständigkeit erhebt.
- Die Angaben ersetzen nicht die rechtsverbindliche Auskunft der zuständigen Denkmalschutzbehörde.
- Es sind nur Daten aus dem Denkmalatlas verarbeitet.
- Der Stand der Liste ist der 29. Mai 2025.

Staffhorst im Landkreis Diepholz

## Allgemein
In den Spalten finden sich folgende Informationen des Bodendenkmales:
| Lage         | geographische Koordinaten                                                           |
| Bezeichnung  | Bezeichnung lt. Denkmalatlas                                                        |
| Beschreibung | Beschreibung lt. Denkmalatlas                                                       |
| ID           | Objekt-ID                                                                           |
| Bild         | Bild, ggf. zusätzlich mit Link zu weiteren Fotos im Medienarchiv Wikimedia Commons. |

## Staffhorst
| Lage                        | Bezeichnung             | Beschreibung | ID       | Bild |
| --------------------------- | ----------------------- | --- | -------- | ---- |
| 52° 41′ 41″ N, 9° 0′ 7″ O   | Staffhorst 1, Grabhügel | Durchmesser ca. 24 m und Höhe ca. 1,7 m. Auf der Kuppe mehrere Gruben (Kopfstiche) und Tierbauten, südlicher Hügelfuß von Fahrspur überprägt. | 35613785 | BW   |
| 52° 41′ 42″ N, 9° 0′ 4″ O   | Staffhorst 2, Grabhügel | | 35613793 | BW   |
| 52° 41′ 41″ N, 9° 0′ 1″ O   | Staffhorst 3, Grabhügel | Durchmesser ca. 16 m und Höhe ca. 0,9 m. In der Kuppe Kopfstich (Dm. 2 m, 0,2 m tief).                                                        | 35613801 | BW   |
| 52° 41′ 41″ N, 8° 59′ 57″ O | Staffhorst 4, Grabhügel | Durchmesser ca. 17 m und Höhe ca. 0,8 m. Zentraler Kopfstich (Dm. 4 m, 0,3 m tief).                                                           | 35613809 | BW   |